# Annalisa Corrado
Annalisa Corrado (ur. 8 września 1973 w m. Civitavecchia) – włoska polityczka, inżynier i ekolog, posłanka do Parlamentu Europejskiego X kadencji.

## Życiorys
W 2001 ukończyła inżynierię mechaniczną na Uniwersytecie Rzymskim „La Sapienza”. W 2005 na tej samej uczelni doktoryzowała się z zakresu energetyki. Przed obroną doktoratu pracowała na macierzystym uniwersytecie, później była zatrudniona w ministerstwie środowiska. Od 2007 zawodowo związana z organizacją pozarządową Kyoto Club oraz z firmą konsultingową AzzeroCO2, zajmującą się rozwiązaniami proekologicznymi. W 2019 objęła w niej stanowisko kierownika do spraw projektów innowacyjnych.
Z Alessandrem Gassmannem współtworzyła projekt #GreenHeroes. Współpracowała z programem telewizyjnym Geo w Rai 3. Wraz z Rossellą Muroni opublikowała poświęconą transformacji ekologicznej książkę Nessi e connessi.
Była związana z ugrupowaniem Europa Verde. W 2023, po przejęciu kierownictwa Partii Demokratycznej przez Elly Schlein, dołączyła do sekretariatu krajowego PD. W wyborach europejskich w 2024 uzyskała mandat posłanki do Europarlamentu X kadencji.